# 羅薩角
65°57′S 65°14′W / 65.950°S 65.233°W

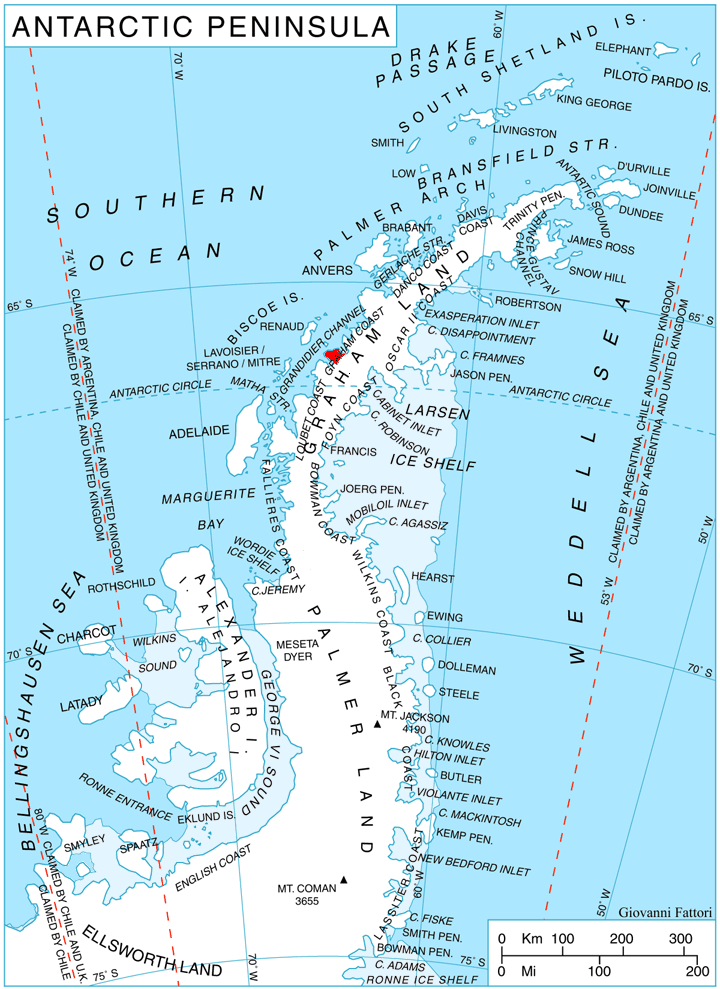

羅薩角是南極洲的海岬，位於葛拉漢地的葛拉漢海岸，處於韋林格勒半島的費林角東北面3.7公里，由英國探險隊繪入地圖，現時由南極條約體系管理。

## 外部連結
- SCAR Composite Antarctic Gazetteer（页面存档备份，存于）.